# Djupgrundet
Djupgrundet, finska: Syväkari, är en ö i Finland. Den ligger i Finska viken och i kommunen Helsingfors i den ekonomiska regionen  Helsingfors i landskapet Nyland, i den södra delen av landet. Ön ligger nära Helsingfors.
Öns area är 0,7 hektar och dess största längd är 110 meter i sydväst-nordöstlig riktning. Närmaste större samhälle är Helsingfors, 5,6 km norr om Djupgrundet.